# Aloephagus myersi
Aloephagus myersi är en insektsart som beskrevs av Essig 1950. Aloephagus myersi ingår i släktet Aloephagus och familjen långrörsbladlöss. Inga underarter finns listade i Catalogue of Life.